# Дерев'янко Богдан Петрович
Дерев'янко Богдан Петрович — педагог, хоровий диригент, Заслужений артист УРСР, музикознавець, композитор.
Народився 6 лютого 1942 року.
Пішов з життя 31 серпня 2020 року. 

## Життєпис
Богдан Петрович народився 6 лютого 1942 року в селі Ласківці, Теребовлянського району, Тернопільської області. В 1962 році закінчив Чортківське педагогічне училище, в 1970 році закінчив Львівську консерваторію.

## Кар'єра
1962-1965 роки працював учителем у м. Чортків;
1970-1981 роки — художній керівник та головний дирегент гуцульського ансамблю пісні й танцю при Івано-Франківській філармонії;
1970-1980 роки — викладач Івано-Франківського педагогічного інституту (серед його учнів — народний артист України Петро Князевич);
1981-1988 роки — доцент, завідувач кафедри народного хорового співу Рівенського інституту культури;
1988 року — працює у Львівській музичні академії;
2002 року — професор кафедри диригування;
1990 — керівник хору «Мрія» Львівської комерційної академії.

## Нагороди
В 1993 році та в 1997 хор «Мрія» Львівської комерційної академії, під керівництвом Дерев'янка Богдана Петровича став лауреатом Всеукраїнського хорового конкурсу ім. М.Леонтовича. Богдан Петрович здобув 1 премію конкурсу ім. С. Крушельницької в 1992 та в 1997 роках. Брав участь у міжнародних конкурсах в місті Мендзиздроє і Невшатель.

## Творчість
Богдан Петрович є автором хорових творів, солоспівів, обробок народних пісень.

## Гастролі
Талановитий диригент репрезентував хорове мистецтво України на міжнародних хорових фестивалях в Італії, Швейцарії, Німеччині, Нідерландах, Великій Британії, Іспанії, Польщі, Хорватії, Сербії.